# Чога-Занбіль (село)
Чога-Замбіль (перс. چغازنبيل) — село в Ірані, остані Хузестан, шахрестані Шуш, бахші Шавур, дехестані Шавур. За даними перепису 2006 року, його населення становило 81 особу, що проживали у складі 9 сімей.

## Пам'ятки
Поблизу села розташована пам'ятка світової спадщини ЮНЕСКО — зикурат Чога-Занбіль.